# (541) Deborah
(541) Deborah ist ein Asteroid des Hauptgürtels, der am 4. August 1904 von dem deutschen Astronomen Max Wolf in Heidelberg entdeckt wurde. 
Der Asteroid trägt den Namen der biblischen Prophetin Deborah.